# Flickersjön
Flickersjön är en sjö i Älvdalens kommun i Dalarna och ingår i Dalälvens huvudavrinningsområde. Sjön har en area på 0,255 kvadratkilometer och ligger 644,3 meter över havet.

## Delavrinningsområde
Flickersjön ingår i det delavrinningsområde (685897-132111) som SMHI kallar för Ovan VDRID = Jietajoki i Borgans vattendragsyta. Medelhöjden är 667 meter över havet och ytan är 2,7 kvadratkilometer. Räknas de 24 avrinningsområdena uppströms in blir den ackumulerade arean 180,33 kvadratkilometer. Borgan som avvattnar avrinningsområdet har biflödesordning 2, vilket innebär att vattnet flödar genom totalt 2 vattendrag innan det når havet efter 499 kilometer. Avrinningsområdet består mestadels av skog (79 procent). Avrinningsområdet har 0,39 kvadratkilometer vattenytor vilket ger det en sjöprocent på 14,4 procent.